# Cytocanis
Cytocanis är ett släkte av fjärilar. Cytocanis ingår i familjen nattflyn.
Kladogram enligt Catalogue of Life:
| Cytocanis | \| \| Cytocanis cerocalina \| \| \| \| \| \| Cytocanis denticulosa \| \| \| \| |
|           | \| \| Cytocanis cerocalina \| \| \| \| \| \| Cytocanis denticulosa \| \| \| \| |
|           | Cytocanis cerocalina                                                           |
|           |                                                                                |
|           | Cytocanis denticulosa                                                          |
|           |                                                                                |